# Josip Kušar
Josip Kušar (9. března 1838 Lublaň – 12. ledna 1902 Domžale) byl rakouský podnikatel a politik slovinské národnosti, na konci 19. století poslanec Říšské rady.

## Biografie
Po otci převzal sklad obilí v Lublani. V Domžalech založil mlýn. Byl členem obchodní a živnostenské komory. V letech 1888 a 1900–1902 byl poslancem Kraňského zemského sněmu.
V 90. letech 19. století se zapojil i do celostátní politiky. Ve volbách do Říšské rady roku 1891 získal mandát v Říšské radě za kurii městskou a obchodních a živnostenských komor, obvod Lublaň. Za týž obvod byl zvolen i ve volbách do Říšské rady roku 1897. K roku 1897 se profesně uvádí jako majitel domu a průmyslník.